# Doom (jeu vidéo, 2016)
Pour les articles homonymes, voir Doom (homonymie).
Doom est un jeu vidéo de tir à la première personne dans un univers de science-fiction et d'horreur, développé par id Software et édité par Bethesda Softworks, sorti le 13 mai 2016 sur Microsoft Windows, PlayStation 4 et Xbox One. Un portage sur Nintendo Switch est sorti et le 10 novembre 2017. Il s'agit d'un reboot de la série Doom et du quatrième opus de la série principale.
Doom est initialement connu sous le nom « Doom 4 » en 2008, et cette version a subi un cycle de développement étendu avec différentes versions et conceptions avant le redémarrage du projet du jeu en 2011, et est renommé simplement Doom en 2014. Il a été testé par des clients qui ont précommandé le jeu Bethesda de 2014 : Wolfenstein: The New Order et aussi par le grand public. Mick Gordon a composé la musique du jeu, avec de la musique supplémentaire fournie par Ben F. Carney, Chris Hite et Chad Mossholder.
Le joueur incarne un militaire spatial sans nom, qui combat les forces démoniaques de l'enfer qui ont été relâchées par l'Union Aerospace Corporation sur la planète Mars, dans un futur dystopique où la planète est surexploitée pour extraire des ressources des enfers à l’aide de portails démoniaques. Le gameplay revient à un rythme plus soutenu avec des niveaux plus ouverts, plus proches des deux premiers jeux que l'approche survival horror plus lente de Doom 3. Le jeu propose aussi l’exploration de l'environnement, des améliorations de personnage et la possibilité d'effectuer des exécutions, connues sous le nom de glory kill. Le jeu propose un mode multijoueur en ligne et un éditeur de niveau connu sous le nom de SnapMap, co-développé avec Certain Affinity et Escalation Studios, respectivement.
Doom est bien accueilli par la critique et les joueurs. La campagne solo, les graphismes, la bande sonore et le gameplay ont reçu des éloges considérables, les critiques les attribuant au fait que le jeu a su retrouver l'esprit des jeux Doom classiques et des jeux de tir à la première personne des années 1990, tandis que le mode multijoueur a suscité les critiques les plus négatives. Il était le deuxième jeu vidéo le plus vendu en Amérique du Nord et au Royaume-Uni quelques semaines après sa sortie, et a vendu plus de 500 000 exemplaires pour PC au cours de la même période.
Une suite, Doom Eternal, est sortie le 20 mars 2020.

## Système de jeu

### Mode campagne
Selon le producteur exécutif du jeu, Marty Stratton, les principes clés du mode solo de Doom sont « des démons durs à cuire, de gros pistolets et des déplacements très rapides ». Le jeu permet aux joueurs d'effectuer des mouvements tels que des doubles sauts et escalader les rebords à travers les niveaux des domaines industriels et corporatifs d'une installation de recherche de l'Union Aerospace Corporation (UAC) sur Mars, puis les niveaux de l'enfer, car le système de combat met l'accent sur l'élan. et la vitesse. L'approche est connue sous le nom de «push-forward combat», qui décourage les joueurs de se mettre à couvert derrière des obstacles ou de se reposer pour retrouver la santé. Les joueurs collectent à la place des points de vie et d'armure en tuant des ennemis. «Glory Kills» est un nouveau système d'exécution en mêlée; lorsque suffisamment de dégâts ont été infligés à un ennemi, le jeu le mettra en évidence et permettra au joueur d'effectuer une exécution de mêlée rapide et violente, récompensant le joueur avec de la récupération de santé.
Le jeu dispose d'un large arsenal d'armes qui peuvent être collectées et utilisées librement par les joueurs tout au long du jeu et ne nécessitent aucun rechargement. Les armes récurrentes de la série font également leur retour, notamment le super fusil de chasse et le BFG 9000 (en). Le BFG a une très petite capacité de munitions, mais est extrêmement puissant. De même, la tronçonneuse revient, mais a été réintroduite comme une arme à usage spécial qui dépend du carburant, mais peut être utilisée pour couper instantanément les ennemis et redistribuer des munitions au joueur.
De nombreux ennemis du jeu original reviennent également, tels que le Revenant, Pinky, Mancubus et Cyberdemon, et d'autres sont également repensés. La campagne de Doom a été conçue pour durer au moins 13 heures, et le niveau de difficulté Ultra-Nightmare propose un mode avec la mort définitive, ce qui entraîne la perte de la sauvegarde une fois le joueur décédé,. La campagne comporte également 13 niveaux.
De plus, chacun des niveaux du jeu contient un levier caché qui ouvre une zone extraite d'un niveau classique dans Doom ou Doom II d'origine, les rendant accessibles depuis le menu principal du jeu dans une section intitulée Cartes classiques.
Il y a très peu de cinématiques sous forme de vidéos pré-rendues. En effet, la plupart des éléments narratifs sont montrés au joueur directement dans le jeu, sous forme d'enregistrements ; les personnages impliqués sont représentés sous la forme d'hologrammes et il est possible de rester pour écouter leur conversation afin d'en apprendre plus sur ce qui s'est passé et sur les motivations respectives des personnages.

### Multijoueur
Le mode multijoueur du jeu propose notamment la possibilité d'incarner différents types de démons.

### SnapMap
SnapMap est l'éditeur de niveau permettant de créer très facilement des niveaux ; il est très fortement inspiré des créateurs de maps de la série TimeSplitters.

## Personnages

### Samuel Hayden
Personnage mystérieux haut-placé dans la station sur Mars où se réveille le protagoniste, Hayden fut autrefois un humain qui a été diagnostiqué avec un cancer incurable du cerveau gauche avec seulement quelques mois à vivre. Cependant, Hayden évite sa mort en transférant des parties de son cerveau dans un robot d'une hauteur de 3 mètres. Il n'approuve pas certaines actions du marine mais finit par lui porter son aide. Il est calme et semble en savoir long sur les événements du jeu.

### VEGA
VEGA est une intelligence artificielle avec une voix masculine, conçue par le docteur Hayden. Elle aide le marine à accomplir divers objectifs durant tout le long de l'histoire. A un moment donné, un événement fera que le protagoniste sera obligé de détruire le serveur de VEGA, afin de pouvoir débloquer l'énergie requise pour continuer à avancer. Si VEGA ne s'oppose pas à cela, le protagoniste parviendra néanmoins à transférer l'IA dans une carte mémoire, lui évitant la destruction.

### Olivia Pierce
Collègue de Samuel Hayden pour diverses expériences, Olivia Pierce finira par ne plus s'entendre avec lui ; elle est responsable de l'invasion des créatures de l'Enfer sur Mars, car c'est elle qui ouvre le portail, après avoir conclu un pacte avec les entités dirigeant les monstres, et qui essayera de s'en servir à son avantage face au marine.

## Développement
Le jeu est annoncé la première fois en août 2007 par John Carmack durant la QuakeCon où est dévoilée la version 5 de l'Id Tech engine. Le développement de la version 6 débute le 7 mai 2008.
Une première démonstration a lieu durant la conférence Bethesda à l'E3 2015. Les premières images montrent un jeu très rapide et un haut niveau de gore. Le jeu est annoncé pour le 13 mai 2016 et sort à la date indiquée.
Le jeu propose un mode multijoueur en ligne et un éditeur de niveau connu sous le nom de SnapMap, co-développé avec Certain Affinity et Escalation Studios, respectivement.
Doom est sorti le 13 mai 2016 sur Microsoft Windows, PlayStation 4 et Xbox One. Un port sur Nintendo Switch est sorti et le 10 novembre 2017.

## DoomVFR
Lors de l'E3 2017, Bethesda annonce la sortie de Doom VFR, une adaptation en réalité virtuelle de Doom, compatible avec les casques PlayStation VR et HTC Vive. Dans Doom VFR, le joueur incarne le rôle du dernier survivant de Mars qui, après avoir été tué, voit sa conscience téléchargée dans un réseau artificiel, et est chargé d'éliminer les démons et de rétablir le fonctionnement des installations. Le joueur a un éventail de dispositifs électroniques et des armes à sa disposition. Le jeu est sorti le 1er décembre 2017,,.